# Pit-Arne Pietz
Pit-Arne Pietz (geb. 31. Dezember 1969 in Solothurn, Schweiz) ist ein deutscher Schauspieler mit Wohnsitz in der Schweiz.

## Leben
Pit-Arne Pietz, Sohn des Schauspielers und späteren Primarlehrers Helmut Pietz, absolvierte nach dem Ablegen seiner Maturität zunächst ein Bankpraktikum, bevor er von 1989 bis 1993 an der Zürcher Hochschule der Künste zum Schauspieler ausgebildet wurde. Danach bekam er sein erstes Engagement von 1993 bis 1995 am Sommertheater Winterthur sowie 1994/95 in Göttingen am Deutschen Theater. Von 1995 bis 1999 gehörte er zum Ensemble am Schauspielhaus Zürich, Gastverträge folgten am Theater am Neumarkt Zürich, Theater Basel, der Staatsoper Stuttgart und anderen.
Er ist zudem bekannt durch seine Rolle als Hans Teichert in der Krimiserie Bella Block, die er von 1999 bis 2005 in zehn Episoden spielte, sowie in dem „Filmthriller“ Nachts im Park.

## Theater
- 1995: Romeo und Julia auf dem Dorfe; als Heinrich; Regie: Mani Wintsch; Schauspielhaus Zürich
- 1995: Wahlverwandtschaften; als Hauptmann; Regie: Stefan Bachmann; Theater am Neumarkt Zürich
- 1996: Macbeth; als Than von Rosse; Regie: Uwe Eric Laufenberg; Theater Basel
- 1997: Mephisto; als Alexander Larsen; Regie: Jürgen Bosse; Schauspielhaus Zürich
- 1997: Hamlet; als Laertes; Regie: Uwe Eric Laufenberg; Schauspielhaus Zürich
- 1997: Der Vater; als Nojd; Regie: Peter Palitzsch; Schauspielhaus Zürich
- 1997: Der Freigeist; als Baronett; Regie: Felix Benesch; Schauspielhaus Zürich
- 1997: Der Menschenfeind; als Gardeoffizier; Regie: Werner Düggelin; Schauspielhaus Zürich
- 1998: Süsser Vogel Jugend; als Tom Junior; Regie: David Mouchtar-Samorai; Schauspielhaus Zürich
- 1998: Zyrikon; als Zyriko; Regie: Ernst Stötzner; Schauspielhaus Zürich
- 1999: Glaube, Liebe, Hoffnung; als Schupo; Regie: Peter Palitzsch; Schauspielhaus Zürich
- 2004–2007: Oxymoron; als Pit; Regie: Siegmund Tischendorf; Theater Weisser Wind Zürich
- 2005–2006: Elektra; als Agamemnon; Regie: Peter Konwitschny; Staatsoper Stuttgart
- 2006: Hamlet; als Laertes; Regie: Carl Philip von Maldeghem; Altes Schauspielhaus Stuttgart
- 2006: Mythos Marlene; diverse; Regie: Jo van Nelsen; Altes Schauspielhaus Stuttgart
- 2007–2008: Männerabend; diverse; Regie: Siegmund Tischendorf, Pit-Arne Pietz; Theater Weisser Wind Zürich
- 2007–2008: Anleitung zur sexuellen Unzufriedenheit; als Psychologe; Regie: Rüdiger Burbach; Theater Weisser Wind Zürich
- 2013–2015: Der Gott des Gemetzels; als Alain Reille; Regie: Felix Prader; Zürich
- 2014: Nora; als Helmer; Regie: Barbara Brüesch; Zürich
- 2014: Die Möwe; als Trigorin; Regie: Barbara Brüesch; Zürich
- 2015: Mastromas; als Mastromas; Regie: Rüdiger Burbach; Zürich

## Filmografie
- 1998: Der Menschenfeind
- 1999: In den Fängen des Dr. Gruber
- 1999: No Sex
- 1999: Tatort: Alp-Traum
- 1999–2004: Bella Block
- 2000: SOKO München (Fernsehserie, Folge Die Kunst des Alibis)
- 2001: Eine Liebe auf Mallorca 3
- 2002: Alles getürkt!
- 2002: Dilemma
- 2002: Nachts im Park
- 2007: Marmorera
- 2010: Länger Leben
- 2013: Im Schnitt
- 2014: Der Bestatter (Fernsehserie, Folge Unter der Erde)
- 2017: WaPo Bodensee (Fernsehserie, Folge Der Fremde)
- 2019: Tatort: Ausgezählt